# Fire Emblem: The Sacred Stones
Fire Emblem: The Sacred Stones ist ein taktisches Rollenspiel, das von Intelligent Systems entwickelt und von Nintendo für die Handheld-Konsole Game Boy Advance im Jahr 2004 in Japan und 2005 im Westen veröffentlicht wurde. Es ist der achte Teil der Fire-Emblem-Serie, der zweite, der außerhalb Japans veröffentlicht wurde, und der dritte und letzte Titel, der für den Game Boy Advance entwickelt wurde, nach The Binding Blade und seinem Vorgänger Fire Emblem.

## Spielprinzip
Fire Emblem: The Sacred Stones ist ein taktisches Rollenspiel, in dem die Spieler in die Rolle der königlichen Geschwister Eirika und Ephraim schlüpfen, die in verschiedenen Kampagnen gegen feindliche Mächte kämpfen, die in ihre Heimat eindringen, sowie gegen Verbündete, die sie auf ihrer Reise gewonnen haben. Der Schauplatz der Welt Magvel wird mithilfe einer Oberweltkarte erkundet, wobei im Laufe der Geschichte Routen zu verschiedenen Kampfkarten freigeschaltet werden. Zusätzlich zu den storybezogenen Karten und Dungeons gibt es optionale Dungeons, in denen ausgewählte Einheiten frei gegen Feinde kämpfen können, um Erfahrungspunkte zu sammeln. Jedes Mal, wenn eine Einheit 100 Erfahrungspunkte sammelt, steigt sie eine Stufe auf und einige ihrer Werte werden zufällig erhöht. Alle Charaktere können bis zur 20-Stufen-Grenze aufsteigen. Nachdem ein Charakter bis zur Stufe 10 aufgestiegen ist, hat er die Möglichkeit, sich mit einem klassenspezifischen Gegenstand zu entwickeln. Eine bemerkenswerte Änderung im Vergleich zu früheren Spielen ist, dass mehrere Optionen für die Klassenentwicklung zur Verfügung stehen: Ein Kavalier kann sich zum Beispiel entweder in einen Paladin oder in einen Großen Ritter entwickeln.
Die Kämpfe laufen rundenbasiert ab, wobei sich die Einheiten des Spielers, der Verbündeten und des Feindes abwechselnd über ein gitterförmiges Schlachtfeld bewegen. Die Spieler können ihren Zug jederzeit beenden, woraufhin sich die verbündeten oder gegnerischen Einheiten bewegen können. In jeder Schlacht erhält der Spieler das Kommando über eine begrenzte Anzahl von Einheiten und ein zu erreichendes Ziel. Die Charakterklasse jeder Einheit bestimmt ihre Fähigkeiten, verfügbaren Waffen, Stärke und Bewegungsreichweite. So können sich beispielsweise berittene Charaktere innerhalb ihrer restlichen Bewegungsreichweite bewegen, wenn sie mit einer anderen Spielereinheit in kürzerer Reichweite gehandelt oder ihr geholfen haben. Andere Einheiten haben die Fähigkeit, Einheiten zu „retten“, wobei sie ihre eigenen Werte senken, während sie die gerettete Einheit vor Schaden bewahren. Abhängig von der Klasse und den Werten einer Einheit können Gegenstände verwendet werden, um sie zu heilen oder ihr Statusbeschwerden wie „Gift“ (eine Einheit verliert jede Runde Lebenspunkte), „Berserker“ (eine Einheit greift Einheiten in der Nähe an, ohne Rücksicht auf ihre Verbundenheit) und Ruhigstellungsbeschwerden wie „Schlaf“ und „Versteinern“ zuzufügen.
Ein Schlüsselelement des Kampfes ist das Waffendreieck, eine Stein-Papier-Schere-Mechanik, die bestimmt, welche Art von Waffe gegen eine andere effektiver ist. Die Waffentypen variieren von Nahkampfwaffen wie Schwertern und Äxten bis hin zu Fernkampfwaffen wie Bögen und magischen Stäben. Verschiedene Gegenstände, die während der Missionen gesammelt werden, wie z. B. Heilgegenstände und Waffen, können mit anderen Einheiten innerhalb der Armee gehandelt oder bei Händlern auf der Weltkarte verkauft werden. Alle Gegenstände verschlechtern sich bei Gebrauch und gehen nach einer bestimmten Anzahl von Einsätzen kaputt. Für die verschiedenen Waffen gibt es auch eine Mindestfertigkeitsstufe, so dass die Einheiten mit diesem Waffentyp trainieren müssen, um den entsprechenden Rang zu erreichen, der von E über A bis hin zu S, dem höchsten Rang, reicht. Wenn eine Einheit mit einer Waffe den Rang S erreicht, werden alle anderen Waffenfertigkeiten auf den Rang A gesperrt.
Bestimmte Einheiten, die einen bestimmten Affinitätsstatus haben, können während des Kampfes von Unterstützungsgesprächen profitieren. Nachdem sie eine bestimmte Anzahl von Runden innerhalb einiger Felder voneinander verbracht haben, erhalten sie die Möglichkeit, ein Unterstützungsgespräch zu führen, wenn sie benachbarte Felder besetzen. Jedes Einheitenpaar kann bis zu drei Unterstützungsgespräche führen, wobei jedes weitere Unterstützungsgespräch beiden Einheiten in zukünftigen Schlachten bessere Werteboni gewährt, wenn sie sich innerhalb von drei Feldern voneinander befinden.
Wenn eine Einheit in der Schlacht fällt, ist sie dem permanenten Tod ausgesetzt, wodurch sie vom Rest der Kampagne ausgeschlossen wird, es sei denn, der Spieler startet das Spiel von einer früheren Speicherdatei aus neu. Der Tod einiger Charaktere, wie der von Eirika und Ephraim, beendet das Spiel und erfordert einen Neustart von einer Speicherdatei.
Zusätzlich zum Einzelspielermodus bietet das Spiel einen lokalen Mehrspielermodus, in dem vier Spieler mit ausgewählten Einheiten in der Link-Arena antreten können. Der Sieg geht an die letzte Gruppe, die noch steht, oder an die Gruppe mit der höchsten Punktzahl, abhängig von den Spielbedingungen. Der permanente Tod ist in der Link-Arena deaktiviert.

## Geschichte
The Sacred Stones spielt auf dem Kontinent Magvel, der in sechs Nationen unterteilt ist. Vor langer Zeit wurde fünf dieser Nationen jeweils die Verantwortung für einen von fünf magischen Edelsteinen, den sogenannten Heiligen Steinen, übertragen. Die Steine wurden verwendet, um die Seele des Dämonenkönigs Fomortiis am Ende eines Konflikts zwischen Menschen und Monstern vor über 800 Jahren zu versiegeln. Das Spiel beginnt, als das Reich von Grado, die größte der fünf Gründungsnationen, einen unerwarteten Angriff auf die benachbarte Nation Renais, die Heimat der königlichen Geschwister Eirika und Ephraim, startet. Renais wird überrumpelt, besiegt und die beiden Geschwister werden getrennt: Eirika flieht mit dem königlichen General Seth in die nördliche Nation Frelia, während Ephraim in den Untergrund geht, um Widerstand gegen das Grado-Reich im Süden zu leisten. Während Eirika die anderen Nationen um Hilfe bittet und Verbündete sammelt, wird das Land von untoten Monstern heimgesucht – ein Zeichen für die Rückkehr von Fomortiis. Schließlich wird sie mit Ephraim wiedervereint, und die beiden entdecken, dass Grado plant, die Heiligen Steine zu zerstören und Fomortiis erneut zu entfesseln. Nach gescheiterten Versuchen, Grados Prinz Lyon, den engsten Freund der Zwillinge, zu kontaktieren, sind sie gezwungen, gegen ihren ehemaligen Verbündeten zu mobilisieren, da das Imperium seine Aufmerksamkeit auf die Heiligen Steine der anderen Nationen richtet und den Stein von Frelia erfolgreich zerstört hat.
Die Wege der Geschwister trennen sich erneut, jeder auf seiner Mission, die Steine zu bewahren. Eirika ist gezwungen, die verbündete Nation Rausten zu erreichen, indem sie die neue Republik Carcino, die sechste Nation und heimlicher Verbündeter von Grado, durchquert. Ihre Streitkräfte entkommen Carcino, indem sie die Wüstennation Jehanna durchqueren, wo der Stein von Jehanna zerstört wird und Eirika von zwei Legionen der Armee von Grado in die Enge getrieben wird. In der Zwischenzeit schließen sich Ephraim Verbündete aus den Völkern Frelias und aus Grado selbst an, und sie kämpfen sich bis ins Herz des Reiches vor, bis zum Thron des Kaisers von Grado, Vigarde. Nachdem sie Vigarde in der Schlacht besiegt haben, erscheint Prinz Lyon und enthüllt, dass der Kaiser nur eine wiederauferstandene Marionette war und den Krieg begonnen hatte. Als Vigarde Monate zuvor an einer Krankheit starb, befürchtete Lyon, dass er nicht in der Lage sein würde, Grado zu regieren, und versuchte verzweifelt, seinen Vater zurückzubringen. Lyon opferte den Heiligen Stein seiner Nation, um den Körper des Kaisers wiederzubeleben, absorbierte aber versehentlich das darin versiegelte Fragment der zerrütteten Seele des Dämonenkönigs. Lyon wurde zu einem Sklaven des Dämonenkönigs und Vigarde zu einer seelenlosen Marionette. Lyon erklärt, dass er Magvel wieder regieren wird, sobald die Steine zerstört sind. Nachdem er dies enthüllt hat, verschwindet er. Mit diesem Wissen belastet, begibt sich Ephraim nach Jehanna und rettet Eirika.
Nach ihrer Wiedervereinigung versammeln die Geschwister ihre Streitkräfte und befreien Renais, um den wahren Heiligen Stein zurückzuholen, der bei der Invasion von Grado durch eine Attrappe ersetzt worden war. Nachdem sie Verstärkung von Frelia erhalten haben, machen sich die Zwillinge auf den Weg nach Osten, um den Heiligen Stein von Rausten zu schützen. Auf dem Weg dorthin werden die Zwillinge von Lyon konfrontiert, der die Zwillinge besiegt und schließlich den wahren Heiligen Stein von Renais zerstört. Den Zwillingen gelingt es, zu entkommen und den letzten intakten Heiligen Stein aus Rusten zu holen. Die Geschwister verfolgen Lyon bis in die Finsteren Wälder, wo er ein Ritual durchführt, das den Dämonenkönig wiedererwecken soll. Die Zwillinge kämpfen mit Lyon und töten schließlich ihren ehemaligen Freund, wobei sie ihn versehentlich als letztes Opfer für die Wiederauferstehung des Dämonenkönigs zur Verfügung stellen. Eirika und Ephraim benutzen den Heiligen Stein von Rausten, um die Seele des Dämonenkönigs zu versiegeln, und dann zerstören ihre Kräfte seinen Körper. Die Verbündeten der Geschwister aus den anderen Nationen kehren nach Hause zurück, während sie selbst den letzten Heiligen Stein versiegeln und sich an die Wiederherstellung ihrer Nation machen.

## Produktion
The Sacred Stones wurde vom langjährigen Entwickler Intelligent Systems parallel zur Entwicklung von Fire Emblem: Path of Radiance, einem Spiel für den GameCube, produziert. Nach Angaben der Mitarbeiter begann die Entwicklung unerwartet im Jahr 2003 parallel zu Path of Radiance: Die Mitarbeiter dachten, sie würden keinen weiteren Titel für den Game Boy Advance entwickeln. Die Produktion der beiden Titel lief parallel zueinander. Zusätzlich zu den Mitarbeitern von Intelligent Systems wurden freiberufliche Mitarbeiter zur Unterstützung bei der Entwicklung hinzugezogen, darunter auch ehemalige Capcom-Entwickler. Die Charakterdesigns wurden von Sachiko Wada entworfen, die zuvor an The Binding Blade und The Blazing Blade gearbeitet hatte, wobei letzteres als Fire Emblem lokalisiert wurde. Sie fungierte auch als Regisseurin des Spiels.

## Trivia
Die Wii-U-Virtual-Console-Version von Fire Emblem: The Sacred Stones hat eine Speicherstandsfunktion, obwohl sie nicht wirklich benötigt wird. Auch die Battle-Arena-Link-Verbindungen funktionieren nicht mehr, da es sich um eine Download-Version handelt, die keine Verlinkung zulässt.
In der japanischen Version des Spiels kann man den Titelbildschirm und das Hauptmenü überspringen, indem man beim Zurücksetzen oder Hochfahren des Spiels Start gedrückt hält. In der westlichen Version ist es nicht mehr möglich, durch den Titelbildschirm und das Hauptmenü zu springen.
In Engage tauchen manche Charaktere wieder auf.

## Rezeption
Bis Ende 2004 hatte sich das Spiel 233.280 Mal verkauft und Nintendo zählte das Spiel zu seinen erfolgreichen Game-Boy-Advance-Titeln des Jahres 2005.
Famitsu lobte die Geschichte, wobei ein Rezensent sagte, dass die Charaktere einen geschmackvollen Charme hätten. Karen Chu von 1UP.com sagte, dass die Geschichte durchscheine und den Spieler davor bewahre, nach den Kampfsegmenten auszubrennen. Craig Harris von IGN nannte die Erzählung „absolut erstklassig, wenn auch ein wenig zu wortreich für den Komfort“ und lobte den Schreibstil dafür, dass er sich für seine Charaktere interessiere. David Chapman von GameSpy bemerkte, dass die Geschichte reichhaltig sei. Greg Kasavin von GameSpot sagte, dass The Sacred Stones „eine gut geschriebene, überraschend ausgefeilte Geschichte mit vielen liebenswerten Helden und Schurken“ habe.